# Червена Вода (Сабинов)
Червена Вода (слч. Červená Voda) насељено је мјесто са административним статусом сеоске општине (слч. obec) у округу Сабинов, у Прешовском крају, Словачка Република.

## Становништво
| Година:    | 1994. | 2004.   | 2014.    | 2024.   |
| ---------- | ----- | ------- | -------- | ------- |
| Број људи: | 447   | 448     | 493      | 527     |
| Разлика:   |       | +0,22 % | +10,04 % | +6,89 % |

| Година:    | 2023. | 2024.   |
| ---------- | ----- | ------- |
| Број људи: | 515   | 527     |
| Разлика:   |       | +2,33 % |

Према подацима о броју становника из 2011. године насеље је имало 489 становника.